# Ejido Mi Patria es Primero
Mi Patria es Primero es un ejido del municipio de Empalme ubicado en el sur del estado mexicano de Sonora. El ejido es la cuarta localidad más poblada del municipio, ya que según los datos del Censo de Población y Vivienda realizado en 2010 por el Instituto Nacional de Estadística y Geografía (INEGI), Mi Patria es Primero tiene un total de 1316 habitantes. Se accede al lugar desde la carretera estatal 85, tomando un camino rural en el pueblo La Palma.

## Geografía
Mi Patria es Primero se sitúa en las coordenadas geográficas 28°02'60" de latitud norte y 110°40'42" de longitud oeste del meridiano de Greenwich, a una elevación de 37 metros sobre el nivel del mar, cerca del ejido fluye el río Mátape.